# Loomis
Loomis AB är ett svenskt företag specialiserat på värdehantering samt effektivisering av kontantflöden. Företaget bildades genom en avknoppning av kontanthanteringsdivisionen i Securitas.
Företaget har drygt 23 000 medarbetare vid knappt 400 lokalkontor i drygt 20 länder. Koncernens huvudkontor är placerat i Stockholm. Loomis är sedan 9 december 2008, noterad på Nasdaq Stockholm.
VD och koncernchef är Aritz Larrea.